# Stenobarichneumon basalis
Stenobarichneumon basalis là một loài tò vò trong họ Ichneumonidae.